# Barnstaple
Barnstaple és una ciutat anglesa situada al comtat de Devon, travessada pel riu Taw, el qual desemboca al canal de Bristol.

## Llocs d'interès

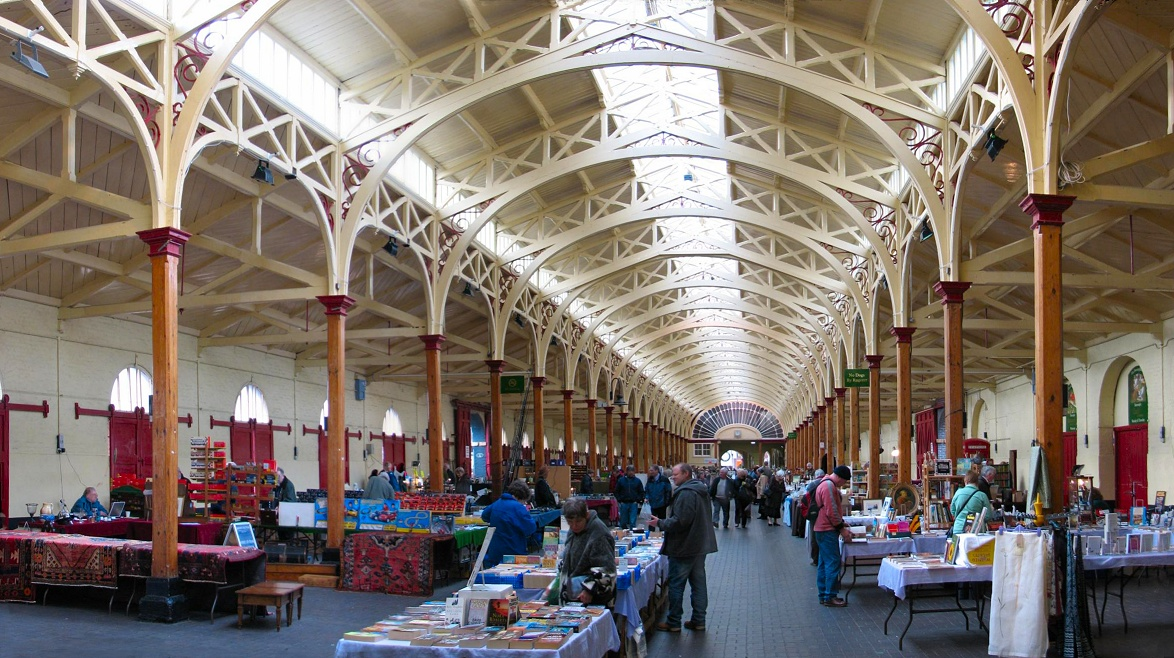
Pannier Market

Pannier Market és un mercat d'aliments típic del segle xix amb estructura de ferro colat i vitralls, situat al carrer Butchers Row.
Es va construir per decisió del Borough Council (Consell del Districte) el qual, una vegada construït el Guildhall el 1827 va voler remodelar la zona que hi havia al darrere. La proposta incloïa la construcció d'un Pannier Market (mercat cistella) per a reemplaçar l'existent mercat de vegetals i un nou carrer, «Butchers Row» (carrer dels Carnissers), que unís els carrers High street amb Boutport street. A un costat d'aquest carrer hi hauria Pannier Market i a l'altre 33 carnisseries. Aquest projecte va ser acabat el 1855
Abans que fos construït Pannier Market els que tenien productes o mercaderies per vendre els portaven a Barnstaple en cistelles i es posaven en línia al costat de High street, entre Cross street i Boutport Street. Aquest pràctica provocava una congestió entorn del carrer principal, que la construcció de Pannier Market va alleujar. Avui en dia, els dimarts, divendres i dissabtes de cada setmana, el Pannier Market està ple de parades amb una gran varietat de productes. El carrer dels carnissers encara existeix, tot i que ni ha algunes botigues que venen altres productes.

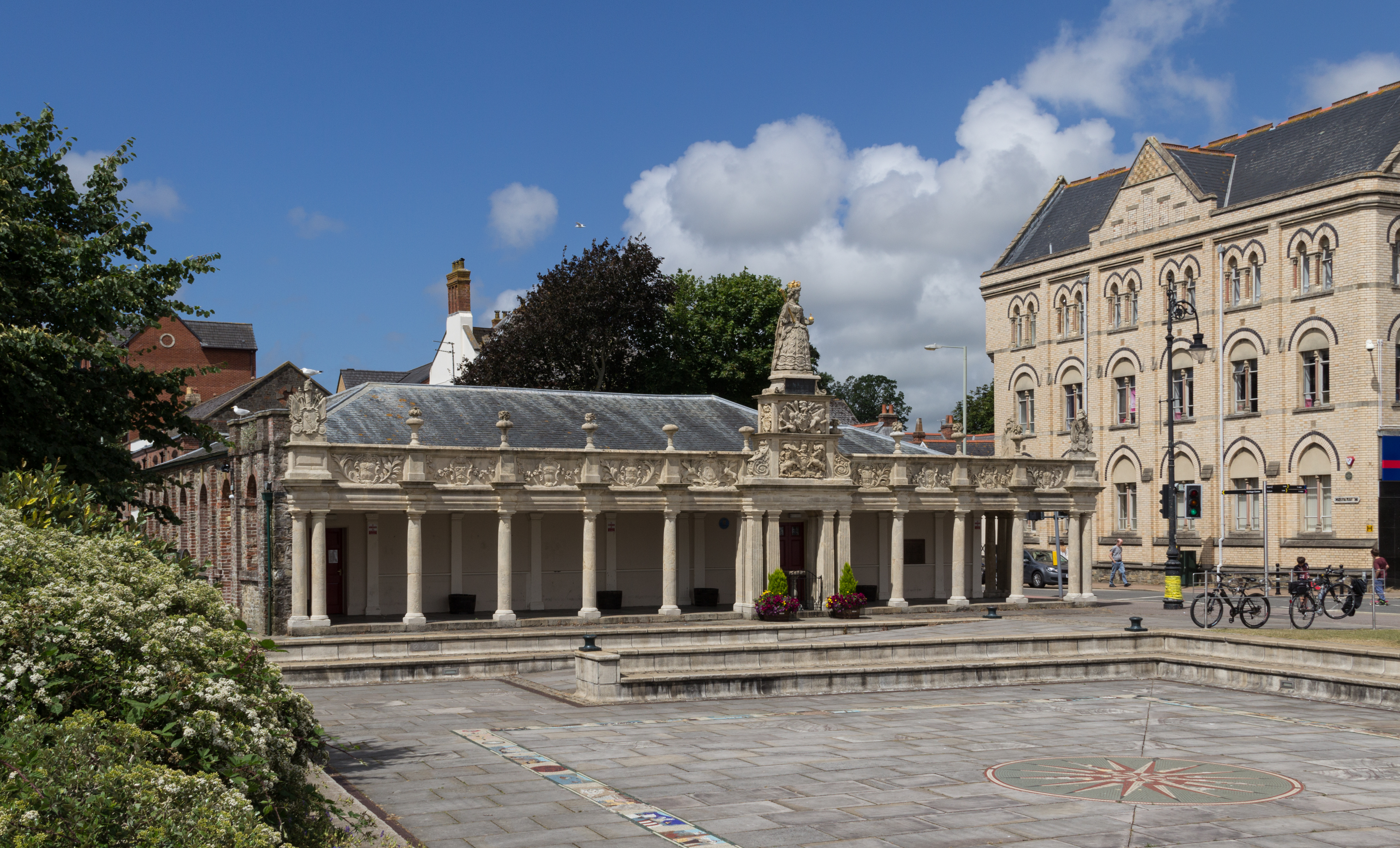
Queen Anne's Walk

Queen Anne's Walk es un passeig cobert i amb una columnata de pedra. Inicialment era coneguda com a Merchant's Walk (Passeig de comerciants). Construït com a lloc d'intercanvi de mercaderies, es vist com un supervivent excepcional del passat mercantil de Barnstaple. Ja és documentat des del 1609. El 1708 va ser restaurat o reconstruït i va ser quan s'hi va eregir una estàtua de la reina Anna.

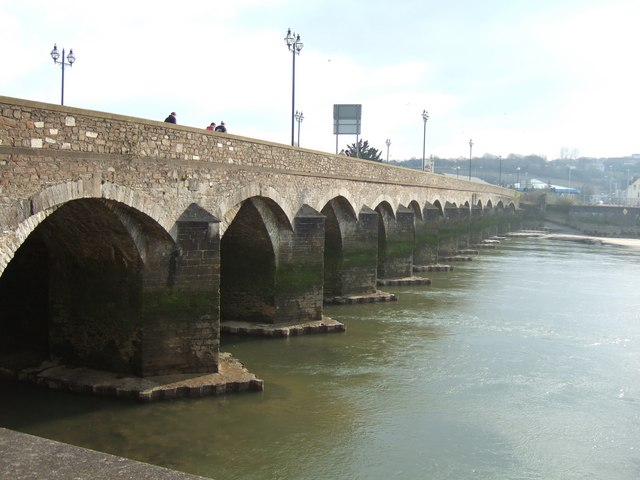
Long Bridge

Long Bridge és el pont que hi travessa el riu Taw. Es va construir al voltant de 1280 i s'ha ampliat almenys tres vegades. Té 16 arcs ogivals o apuntats de maçoneria amb obertura dels arcs entre 5,5 m i 7,9 m.
El 1796 s'hi va fer una primera ampliació mitjançant la construcció d'arcs de mig punt entre els tallamars existents. Entre 1832 i 1834 el pont es va ampliar amb una vorera de 1,2 m suportada per un voladís. El 1963 es va a tornar a ampliar només al costat d'aigües amunt. A la banda d'aigües avall es va retirar la ferramenta que es s'hi havia posat el 1834 i es va deixar tal com era entre 1796 i 1832. El resultat varen ser dues voreres que fan 1,8 m d'ample que flanquegen una calçada 7,3 m.